# جوزپ لوییس نونیز
جوزپ لوییس نونیز ای کلمنته (به اسپانیایی: José Luís Núñez y Clemente) (زاده ۷ سپتامبر ۱۹۳۱ در باراکالدو، اسپانیا؛ مرگ در ۳ دسامبر سال ۲۰۱۸) مدیر باشگاه فوتبال بارسلونا از ۱۹۷۸ تا ۲۰۰۰ میلادی بود.